# Kathleen Turner
Mary Kathleen Turner (Springfield, Missouri, Sjedinjene Države, 19. lipnja 1954.) je američka glumica.
Kao kćer diplomata, u ranoj mladosti uglavnom živi u Kanadi, Kubi, Venezueli, i Engleskoj. U to doba bavi se športskom gimnastikom. Za vrijeme školovanja u Londonu, uči i glumu u Central School of Speech and Drama. 
U Sjedinjenim Državama, pohađala je Missouri State University u Springfieldu, te je potom diplomirala lijepe umjetnosti na University of Maryland u Baltimoreu. 1978., dodijeljena joj je uloga u sapunici The Doctors, tv mreže NBC. Na filmu debitira 1981., u erotskom trileru Body Heat,  ulogom kojom postiže međunarodni renome. Da bi izbjegla tipiziranje, ne prihvaća više uloge "fatalnih žena" te idućih godina glumi u nizu filmova različitih žanrova, najčešće visokobudžetnim avanturustičkim komedijama (Lov na zeleni dijamant 1984., Dragulj Nila 1985., Čast Prizzijevih 1985.) što joj donosi status filmske zvijezde i jednog od najvećih seks-simbola 1980-ih. Više je puta glumila zajedno s Michaelom Douglasom, osim u avanturističkim filmovima, također i u crnoj komediji Rat Roseovih. 1987., nominirana je za Oscara za ulogu u filmu Peggy Sue se udaje, dok je 1988., posudila svoj glas animiranom liku Jessici Rabbit (nacrtanoj prema njenim proporcijama) u Tko je smjestio Zeki Rogeru. Od 1992. do 2000., radi bolesti (reumatični artitis) rjeđe glumi, te se iz tog perioda ističe film Serial Mom (1994.). Od 2000. posvećuje se uglavnom ulogama u televizijskim serijama.
Kao bivša gimnastičarka, uglavnom je sama, bez kaskadera, izvodila fizički zahtjevne scene. Radi svog dubokog glasa, često je uspoređivana s mladom Lauren Bacall. Glumi također i kazalištu.

## Filmografija
- Body Heat (1981.)
- Lov na zeleni dijamant (1984.)
- Čast Prizzijevih (1985.)
- Dragulj Nila (1985.)
- Peggy Sue se udaje (1986.)
- Tko je smjestio Zeki Rogeru (1988.) (glas)
- Rat Roseovih (1989.)

## Vanjske poveznice
- Kathleen Turner u internetskoj bazi filmova IMDb-u (engl.)
- Službena stranica kathleen-turner.com   Arhivirana inačica izvorne stranice od 25. kolovoza 2015. (Wayback Machine)